# 닥풀
닥풀(Abelmoschus manihot)은 중국이 원산지로 한국 각처의 밭에서 재배하는 한해살이풀로 높이는 1m 내외이다. 전체에 털이 있고 뿌리는 점성이 있으며, 원줄기는 곧게 서고, 가지는 없다. 잎은 어긋나며, 잎자루는 길고, 손바닥 모양으로 갈래는 피침형이다. 꽃은 연한 노란색, 중심부는 검은 자주색, 원줄기 끝에 총상꽃차례로 달리고, 포가 위로 갈수록 작아진다. 작은 포는 4-5장의 넓은 피침형이다. 꽃잎은 기와처럼 겹쳐지고, 많은 맥이 있고 수술은 단체 웅예, 암술대는 5개, 흑자색. 열매는 삭과로 긴 타원형, 5개의 둔한 능선, 거친 털이 있다.
닥풀은 닥나무로 한지를 만들 때 점성을 주기 위한 호료로 쓰인다.